# Microstegium lanceolatum
Microstegium lanceolatum är en gräsart som först beskrevs av Yi Li Keng, och fick sitt nu gällande namn av Sylvia Mabel Phillips och Shou Liang Chen. Microstegium lanceolatum ingår i släktet Microstegium och familjen gräs. Inga underarter finns listade i Catalogue of Life.